# Храм Михаила Архангела (Ивановское)
Храм Михаила Архангела — приходской храм Суздальского благочиния Владимирской епархии Русской православной церкви в селе Ивановском Суздальского района Владимирской области. Построен в стиле барокко. Памятник архитектуры.

## История
Первый храм на этом месте был построен в XIV веке. Об этом говорится в житии епископа Иоанна.
Современный каменный храм был построен митрополитом Сильвестром (1755—1760), по некоторым данным, в 1760 году. Храм был освящён во имя Архангела Михаила, правый придел — в честь суздальских чудотворцев Иоанна и Фёдора. Рядом находилась каменная колокольня, на которой висел старинный колокол с латинской надписью. Копии метрических книг с 1802 года.
С приходом советской власти храм был закрыт, после чего подвергся разорению и осквернению: была разрушена колокольня, а в здании церкви размещалось зернохранилище и сельский клуб. Только в 1980-х годах началось восстановление храма.
С конца 1980-х годов до 2010 года храмом владела Российская православная автономная церковь. В 2010 году храм был возвращён Владимирской епархии Русской православной церкви.